# I WANT YOU BACK
「I WANT YOU BACK」（アイ ウォンチュー バック）は、日本の歌手グループFolderの6枚目のシングルである。アナログ盤は1999年7月9日、CDは8月25日発売。発売元はavex tune。

## 解説
- 前作から5ヶ月ぶりとなるシングルでCDとクラブ（DJ・ターンテーブル）向けのアナログ盤の3種がリリースされた。アナログ盤は1万枚限定で発売されたが、予約だけで完売した[1]。
- タイトルチューンは日本テレビ『CD GROOVE』のDJ人気投票によるオリジナルチャートで1位を獲得し[2]、MVはコンプリートBOX『Folder+Folder 5 COMPLETE BOX』（2003年）に収録された。

## 収録曲
- 作詞・作曲：ベリー・ゴーディ・ジュニア、フォンス・マイゼル、フレディー・ペレン、ディーク・リチャーズ
- 邦詞：柳沢直弥（1,2）
- 編曲：今井了介（1,3）編曲：大槻英宣（2,4）
- ヴォーカル：Daichi

1. I WANT YOU BACK（japanese ver.）
  - ジャクソン5の「I Want You Back」（邦題「帰ってほしいの」）のカヴァー。
2. ABC（japanese ver.）
  - ジャクソン5の「ABC」のカヴァー。
3. I WANT YOU BACK（english ver.）
4. ABC（english ver.）

## 収録アルバム
- オリジナル『7 SOUL』（2000年3月23日）
「I WANT YOU BACK（japanese ver.）」・「I WANT YOU BACK(DJ HASEBE REMIX)」として
- シングル集CD『Folder+Folder 5 SINGLE COLLECTION and more』（2003年6月25日）（AVCT-10131）
- コンプリートBOX『Folder+Folder 5 COMPLETE BOX』（2003年6月25日）（AVBT-91021〜3/B〜F）

## タイアップ
- I WANT YOU BACK：アニメ「小さな巨人 ミクロマン」（1999年）のエンディング曲（36話-52話）
（オープニングテーマは三浦大地名義の「Big heart〜ミクロマンのテーマ〜」が、7話-35話のエンディングテーマは「Perfect World」が使用された）